# アニー (テルグ女優)
アニー（Annie、2001年3月31日 - ）は、インドのテルグ語映画で活動する女優。代表作には『Rajanna』があり、同作でナンディ賞を受賞している。

## キャリア
ハイデラバードで暮らすテルグ語話者の家庭に生まれ、同地で幼少期を過ごした。4歳の時から映画に出演し、これまでにチランジーヴィ、マヘーシュ・バーブ、ナンダムーリ・バーラクリシュナ、アッキネーニ・ナーガールジュナ、ジャガパティ・バーブ、ゴーピチャンド、ラーム・ポティネリ、ラーム・チャラン、ウダイ・キラン、アーディ・ピニシェッティなどのテルグ俳優と共演した。また、2010年にはボージュプリー語映画『Shiva』にも出演している。

## フィルモグラフィー

### 映画
- Anukokunda Oka Roju（2005年）
- Stalin（2006年）
- Madhumasam（2007年）
- Vijayadasami（2007年）
- Athidhi（2007年）
- Swagatam（2008年）
- Ready（2008年）
- Souryam（2008年）
- Ek Niranjan（2009年）
- Kedi（2010年）
- Shiva（2010年）
- Khaleja（2010年）
- Rajanna（2011年）
- Nuvvekkadunte Nenakkadunta（2012年）
- Chaduvukovali（2012年）
- Doosukeltha（2013年）
- ランガスタラム（2018年）
- Thika Maka Thanda（2023年）

### テレビシリーズ
- Amrutham（2001-2007年）
- Loser（2020-2022年）

## 受賞歴
| 年                                | 部門                              | 作品名                            | 結果                              | 出典                              |
| フィルムフェア賞 南インド映画部門 | フィルムフェア賞 南インド映画部門 | フィルムフェア賞 南インド映画部門 | フィルムフェア賞 南インド映画部門 | フィルムフェア賞 南インド映画部門 |
| --------------------------------- | --------------------------------- | --------------------------------- | --------------------------------- | --------------------------------- |
| 2012年                            | テルグ語映画部門助演女優賞        | 『Rajanna』                       | 受賞                              | [ 3 ] [ 4 ]                       |
| ナンディ賞                        |                                   |                                   |                                   |                                   |
| 2012年                            | 女性子役賞                        | 『Rajanna』                       | 受賞                              | [ 5 ]                             |
| CineMAA賞                         |                                   |                                   |                                   |                                   |
| 2012年                            | 特別表彰                          | 『Rajanna』                       | 受賞                              | [ 6 ]                             |
| サントーシャム南インド映画賞      |                                   |                                   |                                   |                                   |
| 2012年                            | 子役賞                            | 『Rajanna』                       | 受賞                              | [ 7 ]                             |